# Qatagʻon qurbonlari xotirasi muzeyi

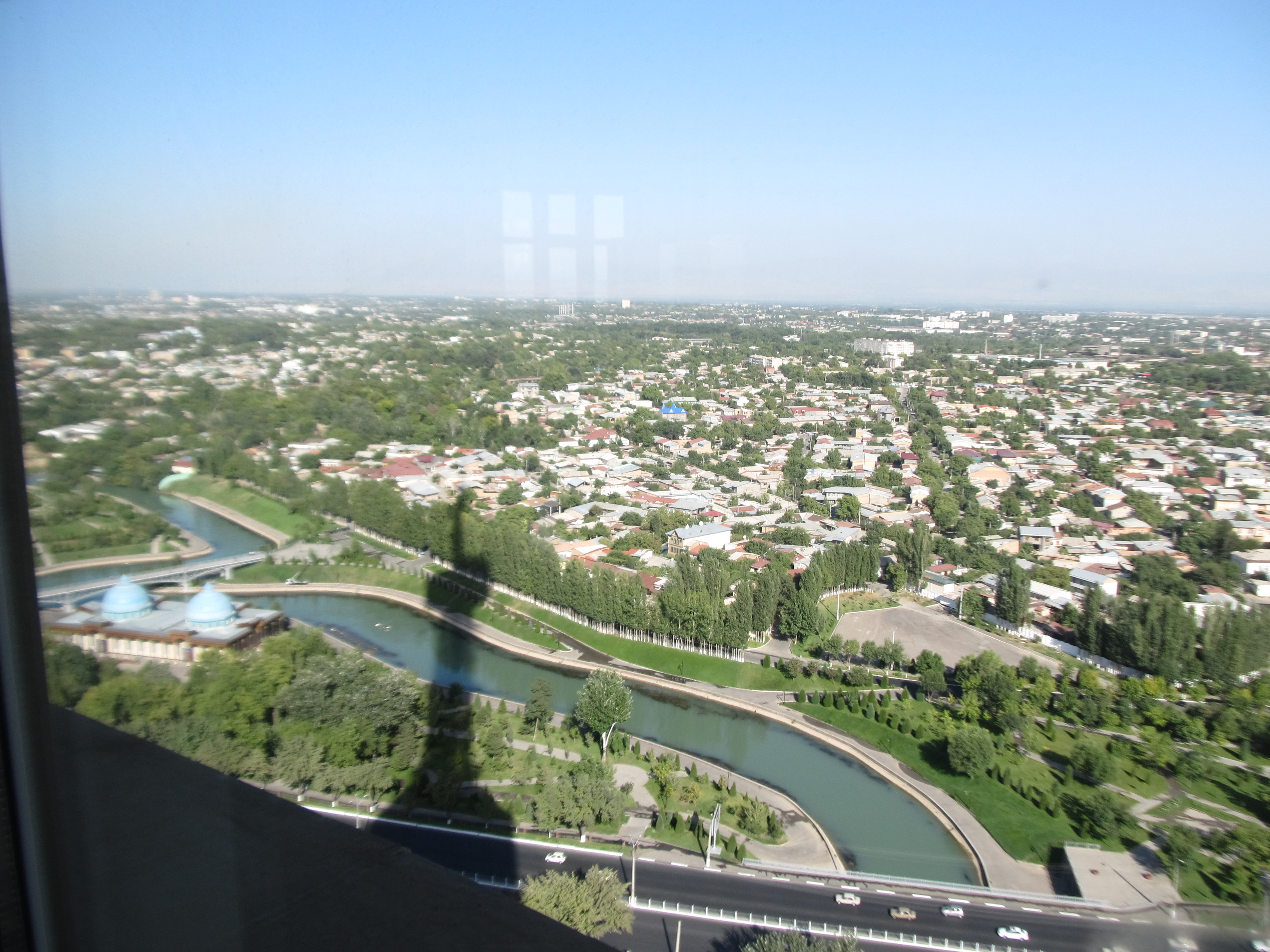
Blick vom Fernsehturm Taschkent auf das Museumsgebäude und die umliegende Anlage

Koordinaten: 41° 20′ 48,9″ N, 69° 17′ 17,7″ O
Qatag'on Qurbonlari Xotira Muzeyi (usbekisch), deutsch das Museum der Repressionsopfer in Taschkent, der Hauptstadt der Republik Usbekistan, ist der Geschichte der politischen Repression in Usbekistan vor der Unabhängigkeit 1991 gewidmet. Im Zentrum der Dauerausstellung steht die Zeit der russisch-sowjetischen Herrschaft in Usbekistan seit der Eingliederung in das Russische Kaiserreich ab den 1860er-Jahren bis zum Zerfall der Sowjetunion und der Unabhängigkeit Usbekistans. Das Museum wurde am 31. August 2002 eröffnet und seitdem mehrfach erweitert.

## Anlage
Das Museum liegt im Norden der Stadt in unmittelbarer Nähe des Fernsehturms Taschkent. Vor dem Bau des Museums befand sich an dem Ort am Ufer des Flusses Ankhor ein unbebauter Park mit einer Fläche von 17 Hektar, der sich in den Jahren nach der Fertigstellung des Museumsgebäudes zu einem Gedenkkomplex für die Opfer der Repression in der Geschichte Usbekistans entwickelte. Der Ort für den Museumsbau wurde gewählt, nachdem bei den Bauarbeiten für den Fernsehturm Taschkent an dieser Stelle Massengräber entdeckt wurden, die einen direkten Bezug des Ortes zur brutalen Geschichte der Repression in Usbekistan herstellten. Das Gebäude des Museums der Repressionsopfer ist ein flacher, rechteckiger Bau, dessen Außenansicht von einer umlaufenden Kolonnade geprägt wird. Das Dach des Gebäudes bilden zwei Kuppeln, die mit hellblauen Keramiken mit weißen Ornamenten gedeckt sind. Das Museumsgebäude wird überragt von einem Turm, gebildet von acht freistehenden Säulen und einer davon getragenen Dachkonstruktion mit einer weiteren Kuppel. Dieser Turm steht im Zentrum der Anlage und ist ebenfalls den Repressionsopfern gewidmet. Auf der von unter einsehbaren Innenseite der Kuppel steht in englischer und usbekischer Sprache der Satz Möge die Erinnerung für diejenigen, die für die Freiheit ihres Landes gefallen sind, für immer leben.

## Baugeschichte
Nach der Unabhängigkeit Usbekistans verfolgte der usbekische Präsident Islom Karimov einen Kurs der klaren Abgrenzung von der ehemaligen Sowjetunion und bemühte sich darum, ein usbekisches Nationalbewusstsein zu etablieren. Zu diesem Zweck wurden die Unterdrückung und die Brutalität während der Sowjetära in Usbekistan weitaus stärker betont als in anderen ehemaligen Sowjetrepubliken. Im Jahr 2000 wurde vor diesem Hintergrund auf dem Gelände des heutigen Museums für Repressionsopfer eine Gedenkstätte für die Opfer der Stalinschen Säuberungen eingerichtet. Bei einem Besuch des Ortes am 6. April 2000 sagte Präsident Karimov in eine Rede:

„Wenn wir es schaffen, den Menschen heute zu erklären, wie politisch, wirtschaftlich und moralisch verkehrt und zerstörerisch das alte Regime war und warum es das genaue Gegenteil unseres nationalen Interesses ist, dann werden die Menschen den richtigen Weg finden.“

Das Konzept Karimovs, eine nationale Identität durch die Abgrenzung zur Sowjetära zu schaffen, wird im heutigen Museum inhaltlich umgesetzt, indem der Darstellung der Repressionen insbesondere während der Sowjetära am Ende der Ausstellung die moderne usbekische Identität gegenübergestellt wird.

## Ausstellung
Die Dauerausstellung im Museum der Repressionsopfer ist in zehn Abschnitte gegliedert, wovon neun Abschnitte die Repressionen während der russisch-sowjetischen Herrschaft darstellen. Themen sind dabei unter anderem die Eroberung des heutigen Usbekistans durch das Russische Kaiserreich in den 1860er-Jahren, die Unterdrückung des Widerstands gegen die Bolschewiki, die Kollektivierungen in der Landwirtschaft und die Stalinschen Säuberungen. Exemplarisch werden dabei immer wieder Einzelschicksale von Menschen, die unter diesen Formen der Repression gelitten haben, vorgestellt. Zu den Ausstellungsstücken zählen vor allem zahlreiche Dokumente und Fotografien zu den vorgestellten Themen. Eines der größten Exponate der Ausstellung ist ein schwarzes Fahrzeug, das von den sowjetischen Behörden zur Deportation von Regimegegnern in die Gulags eingesetzt wurde. Der zehnte Abschnitt der Ausstellung ist Gegenwart und Zukunft gewidmet, insbesondere der Entwicklung einer usbekischen Identität nach der Unabhängigkeit.
Die Unterdrückungsmethoden der Regierung Karimov, Folter und Mord werden hingegen nicht thematisiert.